# Lucas Herbert
Lucas Herbert, född 5 december 1995 i Bendigo, är en australisk professionell golfspelare som spelar för Liv Golf och på PGA European Tour. Han har tidigare spelat på PGA Tour och PGA Tour of Australasia.
Herbert har vunnit tre European-vinster och en PGA Tour-vinst. Hans bästa resultat i majortävlingar är delad 13:e plats vid 2022 års PGA Championship. Herbert kom också på delad 68:e plats vid 2022 års The Players Championship.